# Lalín
Pour les articles homonymes, voir Lalin (homonymie).
Lalín est une commune de la province de Pontevedra en Galice (Espagne), c'est le chef-lieu de la comarque O Deza. Elle a une superficie de 326 kilomètres carrés.
La commune est située sur le Camino de Invierno, un des chemins secondaires du pèlerinage de Saint-Jacques-de-Compostelle qui commence à Ponferrada.

## Personnalités de la commune
- Xosé Rodríguez e González (Mathématicien).
- Joaquín Loriga Taboada, aviateur.
- Ramón María Aller Ulloa, astronome.
- Xosé Otero Abeledo, le peintre Laxeiro.
- Antón Lamazares, peintre
- Benito Varela Jácome, philologue.

## Galerie d'images

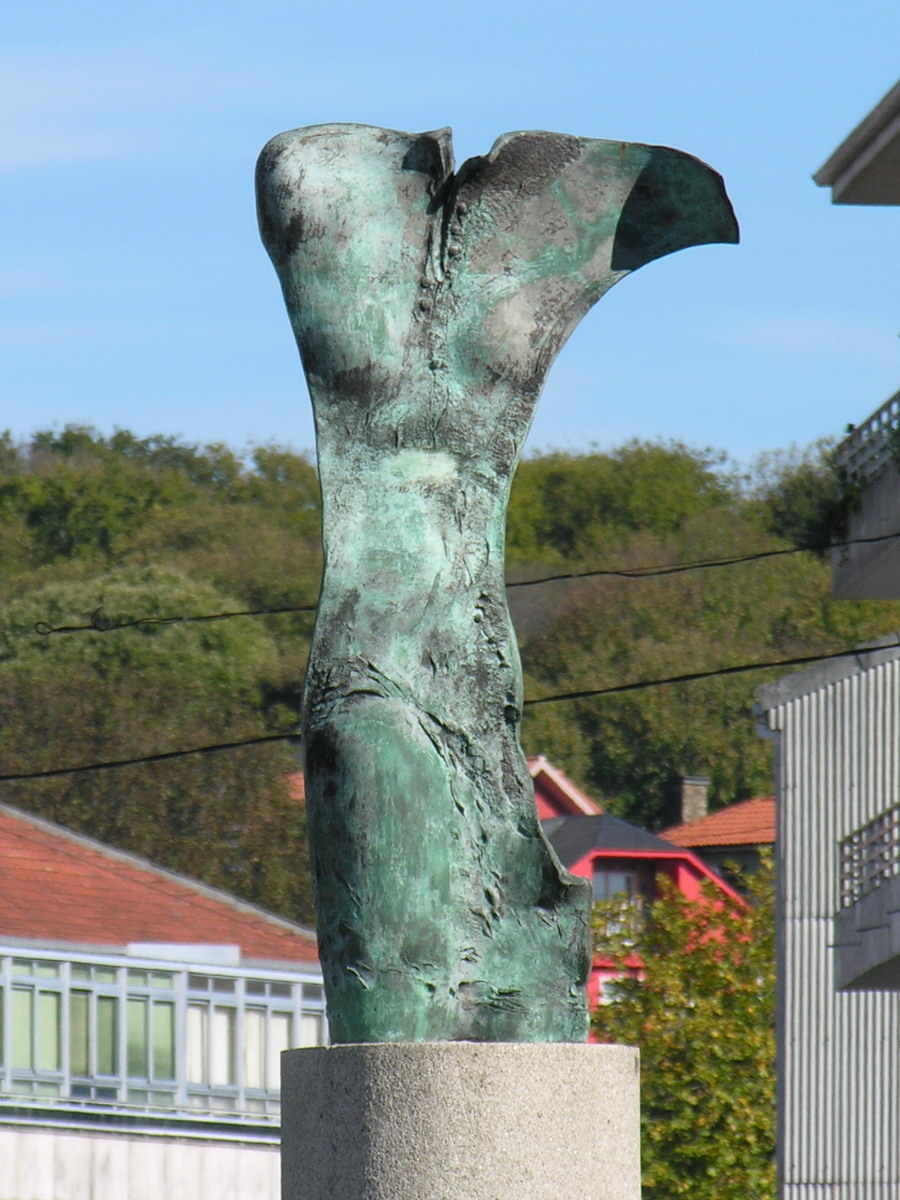
Statue.
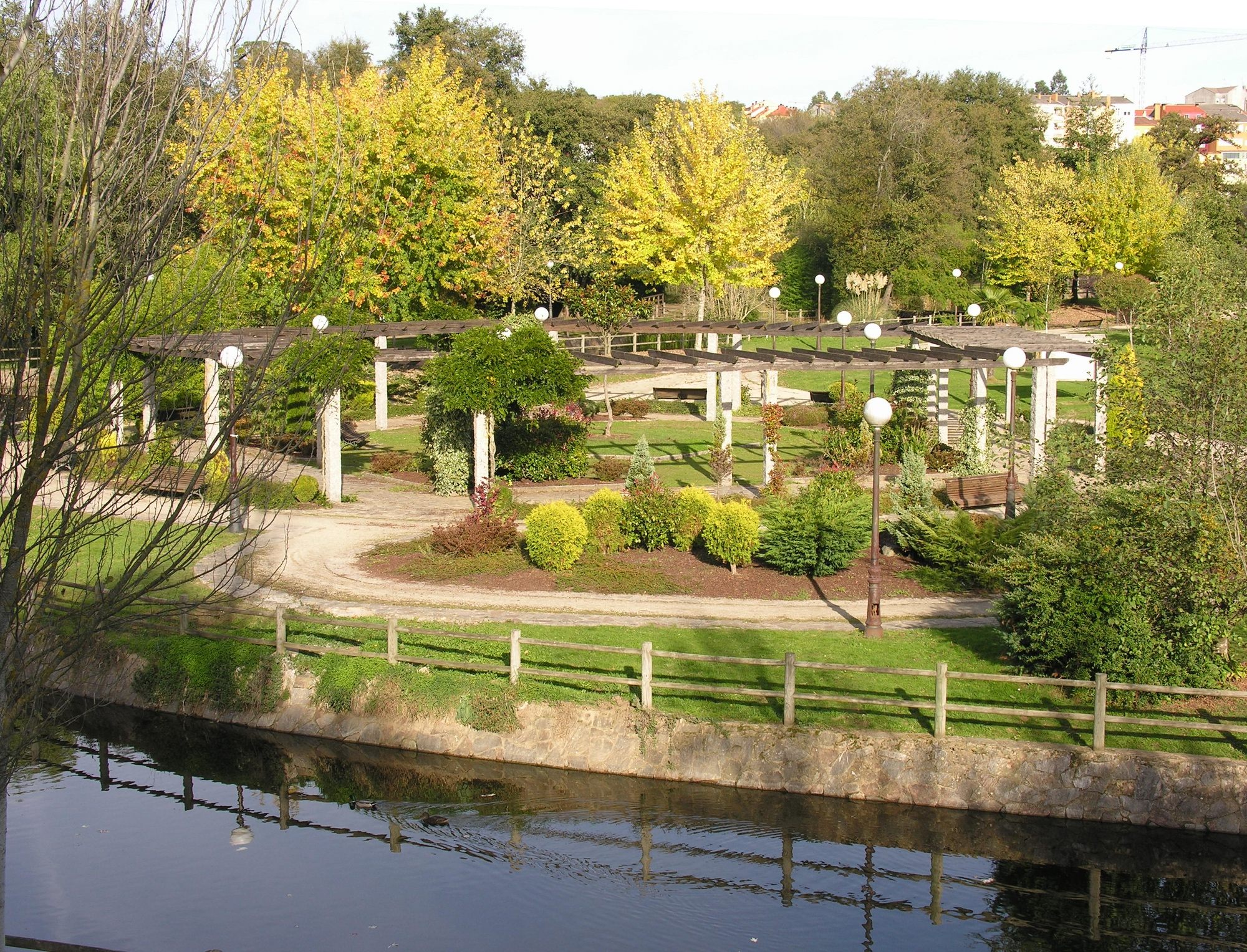
Promenade au bord de la rivière Pontiñas.
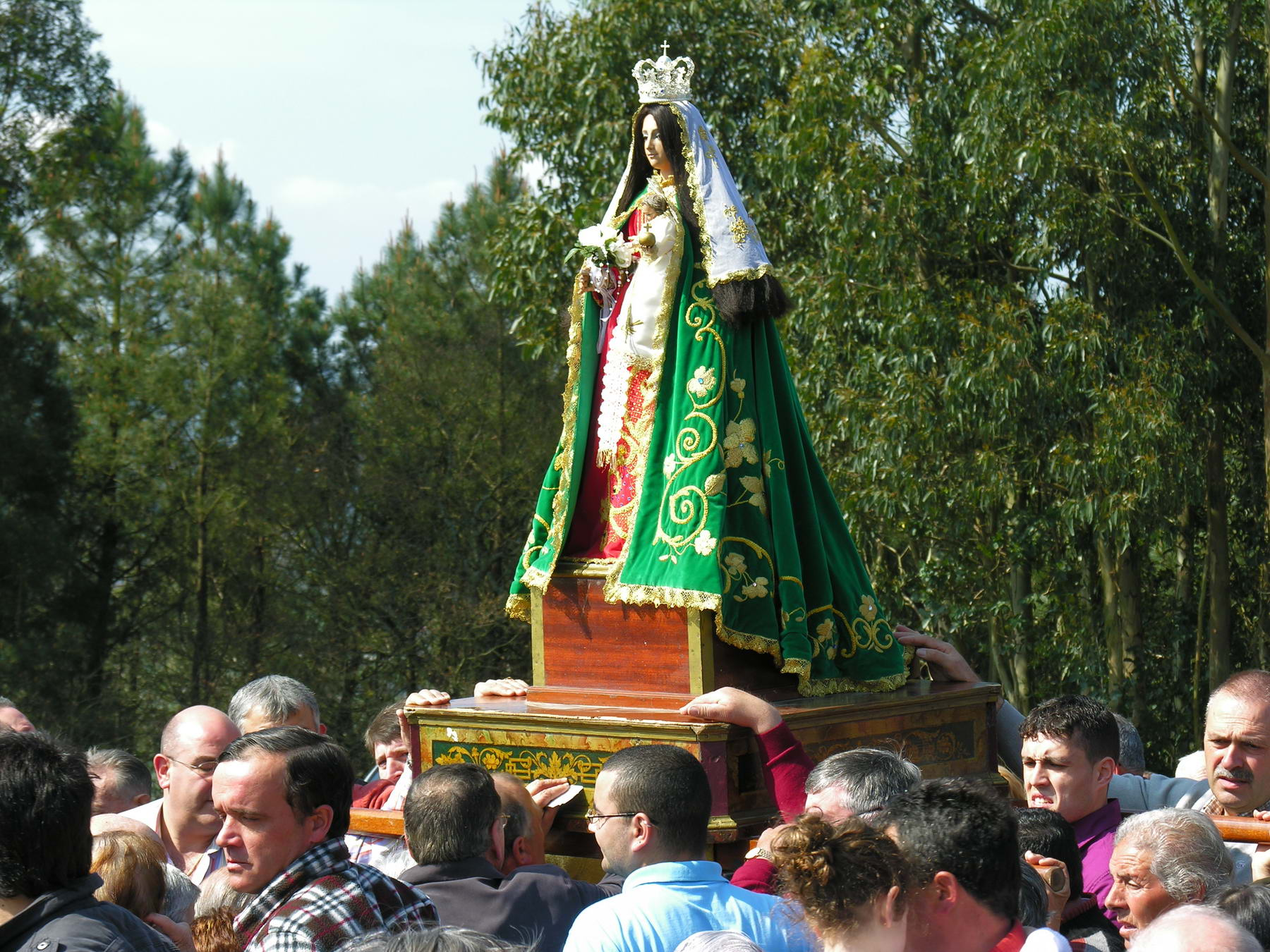
Procession (O Corpiño).
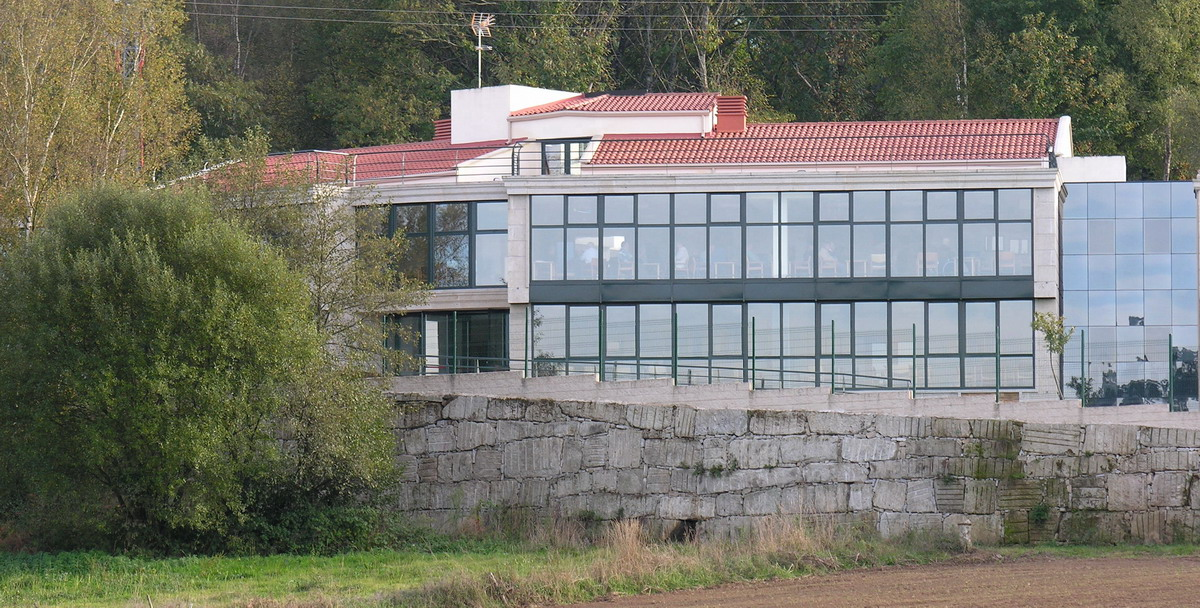
Maison de retraite.